# صفحة فارغة عمدا

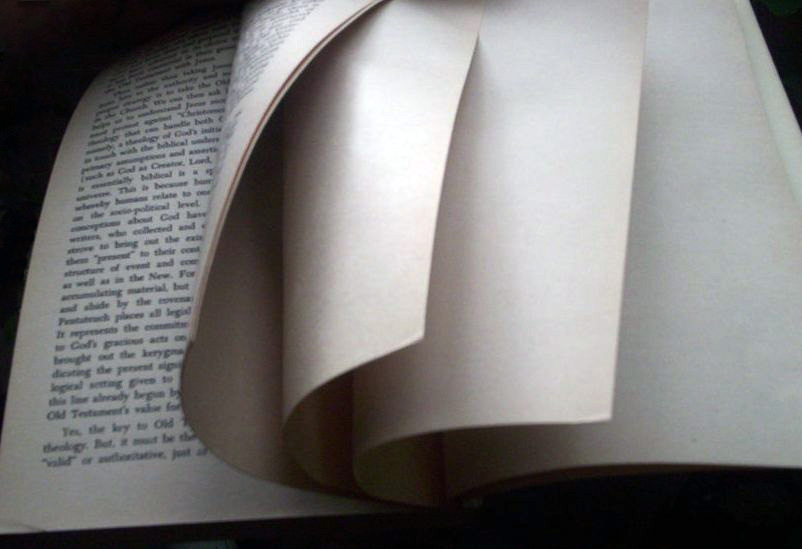
صفحات تُركت فارغة عمدا في نهاية كتاب.

صفحة فارغة عمدا (بالإنجليزية: Intentionally blank page)‏ هي الصفحة التي تخلو تماما من المحتوى، وقد تكون غير متوقعة. هذه الصفحات قد تُخدم لأغراض تتجلى في الاحتفاظ بمكان فصل مليء الفضاء والمحتوى. في بعض الأحيان تحمل هذه الصفحات إشعارًا، مثل «تُركت هذه الصفحة فارغة عمداً». وعادةً ما تظهر هذه الإشعارات في الأعمال المطبوعة، مثل الوثائق القانونية، والكتيبات، وأوراق الامتحانات التي قد تشكك القارئ في أن هذه الصفحات الفارغة نتيجة لخطأ مطبعي، وحيث أن هذه الصفحات المفقودة قد تكون لها عواقب وخيمة.

## إستخدامات صفحة فارغة عمدا
عادة ما تكون الصفحات الفارغة عمدا نتيجة لاتفاقيات الطباعة والتقنيات. لكن هناك إستخدامات أخرى، فمعروف أن الفصول في الغالب يبدأ ترقيم صفحاتها برقم فردي وينتهي برقم زوجي ليبدأ الفصل الذي بعده برقم فردي، لذلك إن حدث وكان عدد صفحات فصل ما فرديا، يتم وضع صفحة فارغة في نهاية الفصل لإتمام الترقيم.

## انظر ايضًا
تجليد
نشر